# Ante Sirković
Ante Sirković (Spalato, 3 giugno 1944 – Castel San Giorgio, 30 maggio 2019) è stato un calciatore jugoslavo, di ruolo portiere.

## Carriera

### Club
Inizia la carriera calcistica nelle giovanili dell'Hajduk Spalato dove si accasa nel 1958. Fa il suo debutto in prima squadra il 2 settembre 1962 in occasione del match di campionato vinto 2-1 contro il Vojvodina. Dopo una prima breve avventura in prima squadra si trasferisce nel Sebenico dove gioca per tre anni per poi, nel 1967, fare ritorno Spalato. Con i Majstori s mora vince un campionato jugoslavo e una Coppa di Jugoslavia prima di trasferirsi nel 1973 tra le file dell'Olimpia Lubiana.

## Palmarès

### Competizioni nazionali
- Campionato jugoslavo: 1

Hajduk Spalato: 1970-1971
- Coppa di Jugoslavia: 1

Hajduk Spalato: 1971-1972